# MicroEMACS
MicroEMACSは、コンパクトで、移植性のあるEmacs風のテキストエディタである。1985年にデイブ・コンロイによって開発され、その後ダニエル・M・ローレンス（1958年-2010年）によってメンテナンスされた。MicroEMACSは、多くのOSに移植された。その中にはCP/M、MS-DOS、Microsoft Windows、VMS、Atari ST、AmigaOS、OS-9、NEXTSTEPなど多くのUNIX系OSが含まれる。
MicroEMACSには派生版も存在し、よりGNU Emacsと互換性があるmgなどがある。また、MicroEMACSには、現代のエディタとの関係も見られる。viクローンであるvileは、MicroEMACSの古いバージョンから派生したものである。
ワシントン大学のシンプルなテキストエディタPicoは、MicroEMACS 3.6をベースにしていた。Picoの機能とインタフェースは、ライセンス条件が曖昧だったため、後に自由ソフトウェアのクローンであるGNU nanoでエミュレートされた。
Linuxの生みの親であるリーナス・トーバルズは、ヘルシンキ大学の学生時代からMicroEMACSのユーザーであった。また、トーバルズは自身でカスタマイズしたMicroEMACSのフォークをメンテナンスしていた。